# Белче
Белче (пол. Bełcze, нім. Rauschmühle) — село в Польщі, у гміні Боядла Зеленогурського повіту Любуського воєводства.
Населення — 287 осіб (2011).
У 1975-1998 роках село належало до Зеленогурського воєводства.

## Демографія
Демографічна структура станом на 31 березня 2011 року:
|          | Загалом | Допрацездатний вік | Працездатний вік | Постпрацездатний вік |
| -------- | ------- | ------------------ | ---------------- | -------------------- |
| Чоловіки | 144     | 29                 | 89               | 26                   |
| Жінки    | 143     | 29                 | 64               | 50                   |
| Разом    | 287     | 58                 | 153              | 76                   |